# 朱莉娅·威尔逊
朱莉娅·威尔逊（英語：Julia Wilson，1978年9月23日—），澳大利亚女子赛艇运动员。她曾代表澳大利亚参加世界赛艇锦标赛，获得二枚金牌和一枚银牌。她也曾参加2000年和2004年夏季奥林匹克运动会。